# Samir Aït Saïd
Samir Aït Saïd (Champigny-sur-Marne, 1 de noviembre de 1989) es un gimnasta artístico francés especializado en anillas y salto. Es medallista de bronce mundial de 2019 y campeón europeo de anillas de 2013. También es tres veces medallista de plata europeo y dos veces medallista de bronce europeo. Representó a Francia en los Juegos Olímpicos de Verano de 2016 y 2020, y se clasificó para competir en los Juegos Olímpicos de París 2024. Fue uno de los abanderados de Francia en la ceremonia de apertura de los Juegos Olímpicos de Tokio 2020.

## Vida personal
Aït Saïd nació el 1 de noviembre de 1989 en Champigny-sur-Marne. Es de ascendencia cabila y aprendió el idioma cabilio para comunicarse con la parte de su familia que aún vivía en Argelia. Comenzó a hacer gimnasia cuando tenía seis años. Su padre, que era conductor de autobús, murió en enero de 2019 a causa de un cáncer de pulmón. Tiene una hija que nació en marzo de 2021.

## Carrera

### Carrera juvenil
Aït Saïd se unió a la selección juvenil francesa en 2004. En el Campeonato Europeo juvenil de 2004, ganó la medalla de bronce en los anillos y quedó cuarto con la selección francesa. Luego, en el Campeonato Europeo juvenil de 2006, ganó la medalla de oro en los anillos y quedó octavo con la selección francesa.

### Carrera sénior

#### 2009-2012
El primer Campeonato Mundial de Aït Saïd fue en 2009, y terminó séptimo en la final de anillos. En el Campeonato Europeo de 2010, ayudó al equipo francés a ganar la medalla de bronce y ganó la medalla de plata en los anillos detrás del italiano Matteo Morandi. Ganó la medalla de oro en los anillos en el Mundial de París 2010.
Aït Saïd ganó la medalla de plata en salto en el Campeonato Europeo de 2011 detrás de su compañero Thomas Bouhail. Luego, en la Universiada de Verano de 2011, ganó la medalla de plata en los anillos detrás del brasileño Arthur Zanetti. También terminó segundo detrás de Zanetti en los anillos en la Copa Mundial Desafío de Osijek 2012.
Aït Saïd se fracturó la tibia derecha en tres lugares en el Campeonato Europeo de 2012 durante la final por equipos y no pudo competir en los Juegos Olímpicos de Londres 2012. Fue operado y se perdió seis meses de entrenamiento. Todavía asistió a los Juegos Olímpicos de 2012 como espectador.

#### 2013-2014
En el Campeonato Europeo de 2013, Aït Saïd empató por la medalla de oro en anillas con el ucraniano Íhor Radivílov. Luego ganó una medalla de plata en los anillos en la Copa Mundial Desafío de Osijek 2013 detrás de Eleftherios Petrunias. Ocupó el sexto lugar en la final de anillos en el Campeonato Mundial de 2013.
Aït Saïd ganó la medalla de bronce en los anillos en el Campeonato Europeo de 2014. También ayudó al equipo francés a quedar quinto en la final por equipos. Ayudó al equipo francés a ganar un encuentro amistoso en 2014 contra Bélgica y España con las puntuaciones más altas en anillas y salto. En el Campeonato del Mundo de 2014 quedó quinto en la final de anillos.

#### 2015-2016
Aït Saïd ganó la medalla de plata en los anillos en la Copa Mundial Desafío de Liubliana 2015. Luego, en el Campeonato Europeo de 2015, empató con el ruso Denís Abliazin por la medalla de plata en los anillos. En el Campeonato Mundio de 2015, ayudó al equipo francés a terminar décimo, y quedó cuarto en la final de anillos.
En el evento de prueba olímpico de 2016, ayudó a Francia a asegurar el puesto final del equipo para los Juegos Olímpicos de Río de Janeiro 2016. Ayudó al equipo francés a quedar sexto en la final por equipos en el Campeonato de Europa de 2016, y quedó sexto en la final de anillas. Luego ganó la medalla de oro en salto en la Copa Anadia World Challenge 2016. En la ronda de clasificación de los Juegos Olímpicos, Aït Saïd sufrió una doble fractura compuesta en la pierna izquierda al aterrizar mal en el salto. Los voluntarios que lo sacaron de la arena dejaron caer la camilla, pero esto no causó más daños. Se había clasificado para la final de anillas, pero tuvo que retirarse. Fue operado el mismo día en el Hospital Samaritano.

#### 2017-2019

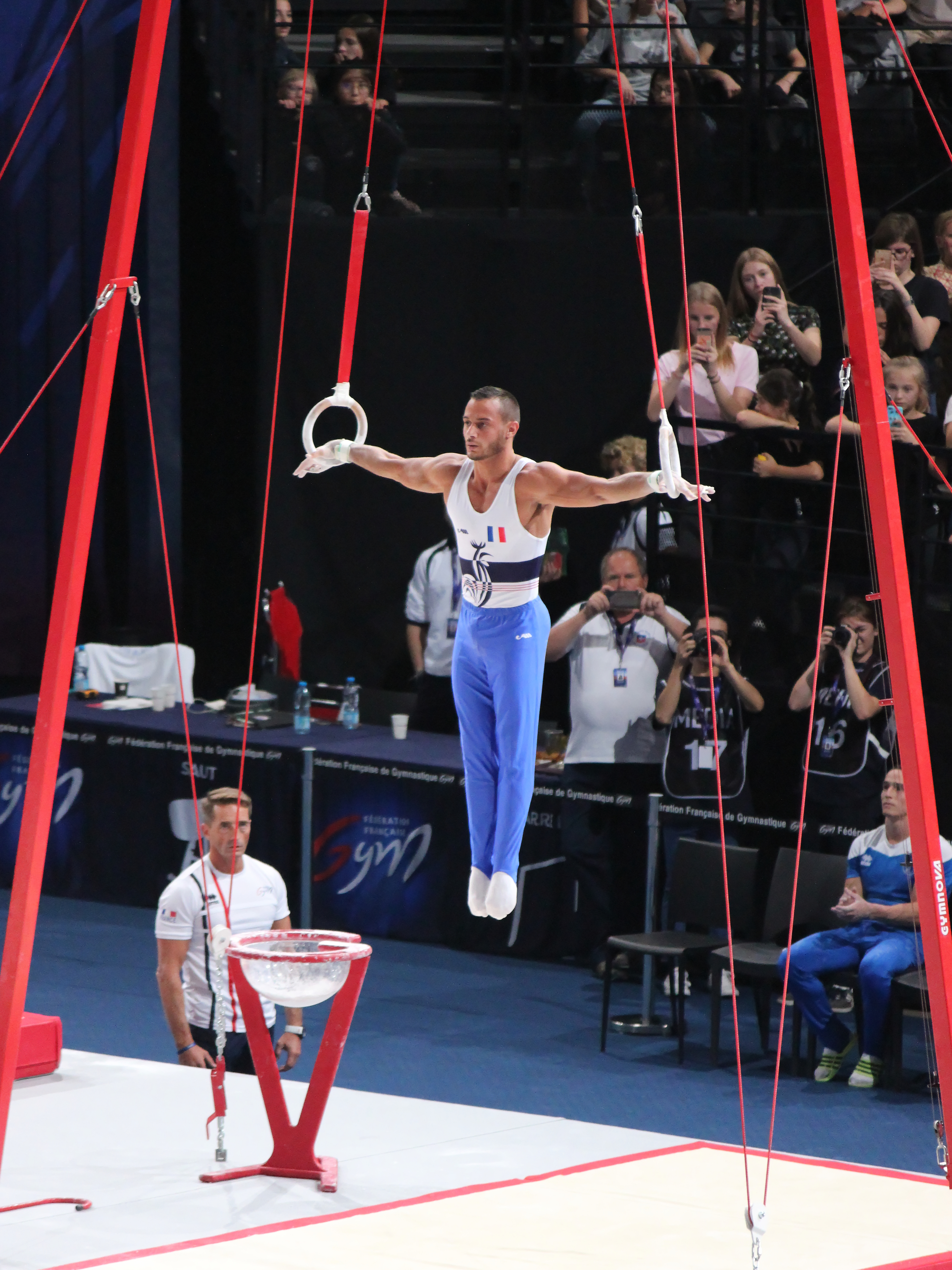
Aït Saïd compitiendo en la Copa Mundial Desafío París 2018.

Aït Saïd volvió a la competición trece meses después en la Copa del Mundo Desafío de París 2017 y ganó la medalla de plata en los anillos. Luego de esta actuación, fue seleccionado para competir en el Campeonato Mundial de 2017. Allí terminó en cuarto lugar en la final de anillos, perdiendo la medalla por sólo 0,008. Ganó la medalla de oro en los anillos en la Copa Mundial Desafío de París 2018.
Aït Saïd quedó sexto en la final de anillas en el Campeonato Europeode 2019, y terminó quinto en la final de anillas en los Juegos Europeos de 2019. En la Copa Mundial Desafío de París 2019, empató por la medalla de oro en los anillos con el egipcio Ali Zahran. Ganó la medalla de bronce en los anillos en el Campeonato Mundial de 2019, su primera medalla mundial. Gracias a este resultado, se clasificó para los Juegos Olímpicos de 2020 individualmente.

#### 2021-2024
Fue abanderado francés en las ceremonias de apertura de los Juegos Olímpicos de 2020 en Tokio y realizó una voltereta hacia atrás después de que entró el equipo francés. Se lesionó el bíceps durante el entrenamiento, pero aun así compitió a pesar de que su entrenador le sugirió que se retirara. Durante la ronda de clasificación, compitió en una nueva habilidad que lleva su nombre en el código de puntos. Quedó cuarto en la final de anillas, a 0,300 puntos de ganar una medalla.
Aït Saïd terminó cuarto en los aros de la Copa Mundial Desafío París 2023. Se registró para la serie de la Copa Mundial FIG 2024 para intentar clasificarse para los Juegos Olímpicos de 2024. En el Mundial de Cottbus ganó la medalla de plata en los anillos. Luego, en el Mundial de Bakú, ganó la medalla de bronce en anillas. También ganó la medalla de bronce en anillas en el Mundial de Doha. Con estos resultados obtuvo una plaza individual para los Juegos Olímpicos de París 2024.